# 러네이 고드프리

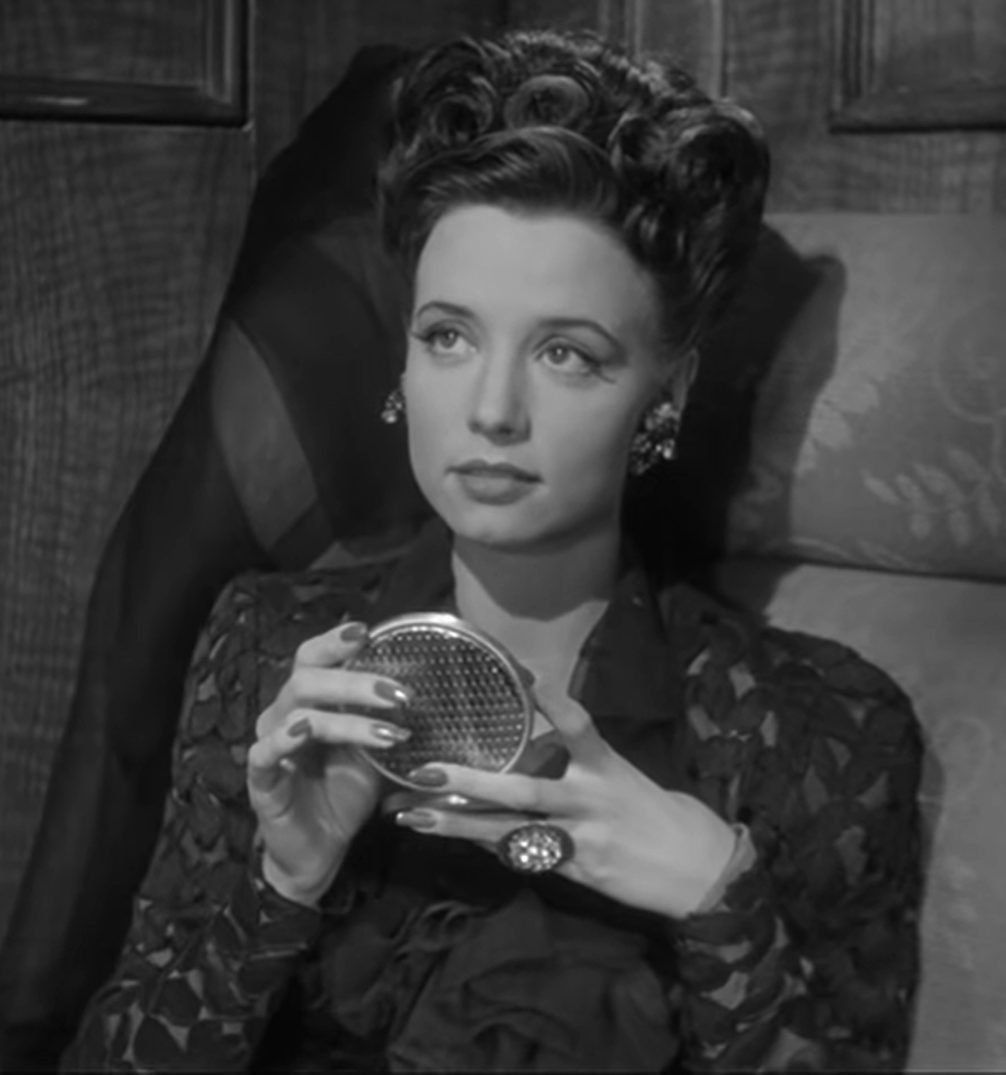

러네이 고드프리(영어: Renee Godfrey, 1919년 9월 1일 ~ 1964년 5월 24일)는 미국의 배우, 가수이다.
뉴욕에서 네덜란드계 미국인 가정에서 태어났다. 로스앤젤레스에서 암으로 사망하였다.  포리스트 론 메모리얼 파크에 매장되었다.

## 영화
- 도즈 캘로웨이스 (1965년)
- 텐더 이즈 더 나잇 (1962년)
- 도나 리드 쇼 (1958년)
- 페리 메이슨 (1957년)
- 셜록홈즈 - 공포의 밤 (1946년)
- 업 인 암스 (1944년)